# Llista de medallistes olímpics de lluita lliure
Aquesta és una llista dels medallistes olímpics de lluita lliure:

## Medallistes

### Programa actual

#### Categoria masculina

##### Pes Gall
- -56.70 kg (1904)
- -54 kg (1908)
- -56 kg (1924-1936)
- -57 kg (1948-1996)
- -58 kg (2000)
- -55 kg (2004-2012)
- -57 kg (2016-actualitat)

| Edició               | Or                                   | Argent                               | Bronze                               |
| 1904 St. Louis       | Isidor Niflot                        | August Wester                        | Louis Strebler                       |
| 1908 Londres         | George Mehnert                       | William Press                        | Aubert Coté                          |
| 1912-1920            | No fou inclòs en el programa olímpic | No fou inclòs en el programa olímpic | No fou inclòs en el programa olímpic |
| 1924 París           | Kustaa Pihlajamäki                   | Kaarlo Mäkinen                       | Bryan Hines                          |
| 1928 Amsterdam       | Kaarlo Mäkinen                       | Edmond Spapen                        | James Trifunov                       |
| 1932 Los Angeles     | Robert Pearce                        | Ödön Zombori                         | Aatos Jaskari                        |
| 1936 Berlín          | Ödön Zombori                         | Ross Flood                           | Johannes Herbert                     |
| 1948 Londres         | Nasuh Akar                           | Gerald Leeman                        | Charles Kouyos                       |
| 1952 Hèlsinki        | Shohachi Ishii                       | Rashid Mamedbekov                    | Khashaba Jadhav                      |
| 1956 Melbourne       | Mustafa Dağıstanlı                   | Mehdi Yaghoubi                       | Mykhalo Shakhov                      |
| 1960 Roma            | Terrence McCann                      | Nezhdet Zalev                        | Tadeusz Trojanowski                  |
| 1964 Tòquio          | Yojiro Uetake                        | Hüseyin Akbaş                        | Aydin Ibragimov                      |
| 1968 Ciutat de Mèxic | Yojiro Uetake                        | Donald Behm                          | Aboutaleb Talebi                     |
| 1972 Múnic           | Hideaki Yanagida                     | Richard Sanders                      | László Klinga                        |
| 1976 Mont-real       | Vladimir Yumin                       | Hans-Dieter Brüchert                 | Masao Arai                           |
| 1980 Moscou          | Sergei Beloglazov                    | Li Ho-Pyong                          | D. Oyuunbold                         |
| 1984 Los Angeles     | Hideaki Tomiyama                     | Barry Davis                          | Kim Eui-Kon                          |
| 1988 Seül            | Sergei Beloglazov                    | Askari Mohammadian                   | Noh Kyung-Sun                        |
| 1992 Barcelona       | Alejandro Puerto                     | Sergei Smal                          | Kim Yong-Sik                         |
| 1996 Atlanta         | Kendall Cross                        | Guivi Sissaouri                      | Ri Yong-Sam                          |
| 2000 Sydney          | Alireza Dabir                        | Yevgen Buslovych                     | Terry Brands                         |
| 2004 Atenes          | Mavlet Batirov                       | Stephen Abas                         | Chikara Tanabe                       |
| 2008 Pequín          | Henry Cejudo                         | Tomohiro Matsunaga                   | Besik Kudukhov                       |
| 2008 Pequín          | Henry Cejudo                         | Tomohiro Matsunaga                   | Radoslav Velikov                     |
| 2012 Londres         | Djamal Otarsultanov                  | V. Khinchegashvili                   | Yang Kyong-Il                        |
| 2012 Londres         | Djamal Otarsultanov                  | V. Khinchegashvili                   | Shinichi Yumoto                      |
| 2016 Rio             | V. Khinchegashvili                   | Rei Higuchi                          | Haji Aliyev                          |
| 2016 Rio             | V. Khinchegashvili                   | Rei Higuchi                          | Hassan Rahimi                        |

##### Pes Lleuger
- -65.77 kg (1904)
- -66.6 kg (1908)
- -67.5 kg (1920-1936)
- -67 kg (1948-1960)
- -70 kg (1964-1968)
- -68 kg (1972-1996)
- -69 kg (2000)
- -66 kg (2004-2012)
- -65 kg (2016-actualitat)

| Edició               | Or                                   | Argent                               | Bronze                               |
| 1904 St. Louis       | Otto Roehm                           | Rudolph Tesing                       | Albert Zirkel                        |
| 1908 Londres         | George Relwyskow                     | William Wood                         | Arthur Gingell                       |
| 1912 Estocolm        | No fou inclòs en el programa olímpic | No fou inclòs en el programa olímpic | No fou inclòs en el programa olímpic |
| 1920 Anvers          | Kalle Anttila                        | Gottfrid Svensson                    | Peter Wright                         |
| 1924 París           | Russell Vis                          | Volmar Wikström                      | Arvo Haavisto                        |
| 1928 Amsterdam       | Osvald Käpp                          | Charles Pacôme                       | Eino Augusti Leino                   |
| 1932 Los Angeles     | Charles Pacôme                       | Károly Kárpáti                       | Gustaf Klarén                        |
| 1936 Berlín          | Károly Kárpáti                       | Wolfgang Ehrl                        | Hermanni Pihlajamäki                 |
| 1948 Londres         | Celal Atik                           | Gösta Frändfors                      | Hermann Baumann                      |
| 1952 Hèlsinki        | Olle Anderberg                       | Jay Thomas Evans                     | Jahanbakht Towfigh                   |
| 1956 Melbourne       | Imam-Ali Habibi                      | Shigeru Kasahara                     | Alimbeg Bestayev                     |
| 1960 Roma            | Shelby Wilson                        | Volodymyr Synyavsky                  | Enyu Valchev                         |
| 1964 Tòquio          | Enyu Valchev                         | Klaus Rost                           | Iwao Horiuchi                        |
| 1968 Ciutat de Mèxic | Abdollah Movahed                     | Enyu Valchev                         | D. Sereeter                          |
| 1972 Múnic           | Dan Gable                            | Kikuo Wada                           | Ruslan Ashuraliyev                   |
| 1976 Mont-real       | Pavel Pinigin                        | Lloyd Keaser                         | Yasaburo Sugawara                    |
| 1980 Moscou          | Saipulla Absaidov                    | Ivan Yankov                          | Šaban Sejdi                          |
| 1984 Los Angeles     | You In-Tak                           | Andrew Rein                          | Jukka Rauhala                        |
| 1988 Seül            | Arsen Fadzayev                       | Park Jang-Soon                       | Nate Carr                            |
| 1992 Barcelona       | Arsen Fadzayev                       | Valentin Getzov                      | Kosei Akaishi                        |
| 1996 Atlanta         | Vadim Bogiyev                        | Townsend Saunders                    | Zaza Zazirov                         |
| 2000 Sydney          | Daniel Igali                         | Arsen Gitinov                        | Lincoln McIlravy                     |
| 2004 Atenes          | Elbrus Tedeyev                       | Jamill Kelly                         | Makhach Murtazaliev                  |
| 2008 Pequín          | Ramazan Şahin                        | Andriy Stadnik                       | Sushil Kumar                         |
| 2008 Pequín          | Ramazan Şahin                        | Andriy Stadnik                       | Otar Tushishvili                     |
| 2012 Londres         | Tatsuhiro Yonemitsu                  | Sushil Kumar                         | Liván López                          |
| 2012 Londres         | Tatsuhiro Yonemitsu                  | Sushil Kumar                         | Akzhurek Tanatarov                   |
| 2016 Rio             | Soslan Ramonov                       | Toghrul Asgarov                      | Frank Chamizo                        |
| 2016 Rio             | Soslan Ramonov                       | Toghrul Asgarov                      | Ikhtiyor Navruzov                    |

##### Pes Welter
- -71.67 kg (1904)
- -72 kg (1920-1936)
- -73 kg (1948-1960)
- -78 kg (1964-1996)
- -76 kg (2000)
- -74 kg (2004-actualitat)

| Edició               | Or                                   | Argent                               | Bronze                               |
| 1904 St. Louis       | Charles Ericksen                     | William Beckmann                     | Jerry Winholtz                       |
| 1908-1920            | No fou inclòs en el programa olímpic | No fou inclòs en el programa olímpic | No fou inclòs en el programa olímpic |
| 1924 París           | Hermann Gehri                        | Eino Leino                           | Otto Müller                          |
| 1928 Amsterdam       | Arvo Haavisto                        | Lloyd Appleton                       | Maurice Letchford                    |
| 1932 Los Angeles     | Jack van Bebber                      | Daniel MacDonald                     | Eino Leino                           |
| 1936 Berlín          | Frank Lewis                          | Thure Andersson                      | Joseph Schleimer                     |
| 1948 Londres         | Yaşar Doğu                           | Richard Garrard                      | Leland Merrill                       |
| 1952 Hèlsinki        | William Smith                        | Per Berlin                           | Abdollah Mojtabavi                   |
| 1956 Melbourne       | Mitsuo Ikeda                         | İbrahim Zengin                       | Vakhtang Balavadze                   |
| 1960 Roma            | Douglas Blubaugh                     | İsmail Ogan                          | Muhammed Bashir                      |
| 1964 Tòquio          | İsmail Ogan                          | Guliko Sagaradze                     | Mohammad Sanatkaran                  |
| 1968 Ciutat de Mèxic | Mahmut Atalay                        | Daniel Robin                         | Tömöriin Artag                       |
| 1972 Múnic           | Wayne Wells                          | Jan Karlsson                         | Adolf Seger                          |
| 1976 Mont-real       | Jiichiro Date                        | Mansour Barzegar                     | Stanley Dziedzic                     |
| 1980 Moscou          | Valentin Raychev                     | Jamtsyn Davaajav                     | Dan Karabin                          |
| 1984 Los Angeles     | David Schultz                        | Martin Knosp                         | Šaban Sejdi                          |
| 1988 Seül            | Kenny Monday                         | Adlan Varayev                        | Rahmat Sukra                         |
| 1992 Barcelona       | Park Jang-Soon                       | Kenny Monday                         | Amir Reza Khadem                     |
| 1996 Atlanta         | Buvaisar Saitiev                     | Park Jang-Soon                       | Takuya Ota                           |
| 2000 Sydney          | Brandon Slay                         | Moon Eui-Jae                         | Adem Bereket                         |
| 2004 Atenes          | Buvaisar Saitiev                     | Gennadiy Laliyev                     | Iván Fundora                         |
| 2008 Pequín          | Buvaisar Saitiev                     | Soslan Tigiev                        | Murad Gaidarov                       |
| 2008 Pequín          | Buvaisar Saitiev                     | Soslan Tigiev                        | Kiril Terziev                        |
| 2012 Londres         | Jordan Burroughs                     | Sadegh Goudarzi                      | Gábor Hatos                          |
| 2012 Londres         | Jordan Burroughs                     | Sadegh Goudarzi                      | Denis Tsargush                       |
| 2016 Rio             | Hassan Yazdani                       | Aniuar Geduev                        | Jabrayil Hasanov                     |
| 2016 Rio             | Hassan Yazdani                       | Aniuar Geduev                        | Soner Demirtaş                       |

##### Pes Mitjà
- -73 kg (1908)
- -75 kg (1920)
- -79 kg (1924-1960)
- -87 kg (1964-1968)
- -82 kg (1972-1996)
- -85 kg (2000)
- -84 kg (2004-2012)
- -86 kg (2016-actualitat)

| Edició               | Or                               | Argent                           | Bronze                           |
| 1908 Londres         | Stanley Bacon                    | George Relwyskow                 | Frederick Beck                   |
| 1912 Estocolm        | No fou inlòs al programa olímpic | No fou inlòs al programa olímpic | No fou inlòs al programa olímpic |
| 1920 Anvers          | Eino Leino                       | Väinö Penttala                   | Charles Johnson                  |
| 1924 París           | Fritz Hagmann                    | Pierre Ollivier                  | Vilho Pekkala                    |
| 1928 Amsterdam       | Ernst Kyburz                     | Donald Stockton                  | Samuel Rabin                     |
| 1932 Los Angeles     | Ivar Johansson                   | Kyösti Luukko                    | József Tunyogi                   |
| 1936 Berlín          | Emile Poilvé                     | Richard Voliva                   | Ahmet Kireççi                    |
| 1948 Londres         | Glen Brand                       | Adil Candemir                    | Erik Lindén                      |
| 1952 Hèlsinki        | David Tsimakuridze               | Gholamreza Takhti                | György Gurics                    |
| 1956 Melbourne       | Nikola Stanchev                  | Daniel Hodge                     | Georgi Skhirtladze               |
| 1960 Roma            | Hasan Güngör                     | Georgi Skhirtladze               | Hans Antonsson                   |
| 1964 Tòquio          | Prodan Gardzhev                  | Hasan Güngör                     | Daniel Brand                     |
| 1968 Ciutat de Mèxic | Boris Gurevich                   | Jigjidiin Mönkhbat               | Prodan Gardzhev                  |
| 1972 Múnic           | Levan Tediashvili                | John Peterson                    | Vasile Iorga                     |
| 1976 Mont-real       | John Peterson                    | Viktor Novozhilov                | Adolf Seger                      |
| 1980 Moscou          | Ismail Abilov                    | Magomedkhan Aratsilov            | István Kovács                    |
| 1984 Los Angeles     | Mark Schultz                     | Hideyuki Nagashima               | Chris Rinke                      |
| 1988 Seül            | Han Myung-Woo                    | Necmi Gençalp                    | Jozef Lohyňa                     |
| 1992 Barcelona       | Kevin Jackson                    | Elmadi Jabrailov                 | Rasoul Khadem                    |
| 1996 Atlanta         | K. Magomedov                     | Yang Hyun-Mo                     | Amir Khadem                      |
| 2000 Sydney          | Adam Saitiev                     | Yoel Romero                      | Mogamed Ibragimov                |
| 2004 Atenes          | Cael Sanderson                   | Moon Eui-Jae                     | Sazhid Sazhidov                  |
| 2008 Pequín          | Revaz Mindorashvili              | Yusup Abdusalomov                | Taras Danko                      |
| 2008 Pequín          | Revaz Mindorashvili              | Yusup Abdusalomov                | Georgy Ketoyev                   |
| 2012 Londres         | Sharif Sharifov                  | Jaime Espinal                    | Dato Marsagishvili               |
| 2012 Londres         | Sharif Sharifov                  | Jaime Espinal                    | Ehsan Lashgari                   |
| 2016 Rio             | Abdulrashid Sadulaev             | Selim Yaşar                      | Sharif Sharifov                  |
| 2016 Rio             | Abdulrashid Sadulaev             | Selim Yaşar                      | J'den Cox                        |

##### Pes pesant
- +71.67 kg (1904)
- +73 kg (1908)
- +82.5 kg (1920)
- +87 kg (1924-1960)
- +97 kg (1964-1968)
- -100 kg (1972-1996)
- -97 kg (2000)
- -96 kg (2004-2012)
- -97 kg (2016-actualitat)

| Edició               | Or                                   | Argent                               | Bronze                               |
| 1904 St. Louis       | Bernhoff Hansen                      | Frank Kugler                         | Fred Warmbold                        |
| 1908 Londres         | Con O'Kelly                          | Jacob Gundersen                      | Edward Barrett                       |
| 1912 Estocolm        | No fou inclòs en el programa olímpic | No fou inclòs en el programa olímpic | No fou inclòs en el programa olímpic |
| 1920 Anvers          | Robert Roth                          | Nat Pendleton                        | Fred Meyer                           |
| 1920 Anvers          | Robert Roth                          | Nat Pendleton                        | Ernst Nilsson                        |
| 1924 París           | Harry Steel                          | Henri Wernli                         | Archie MacDonald                     |
| 1928 Amsterdam       | Johan Richthoff                      | Aukusti Sihvola                      | Edmond Dame                          |
| 1932 Los Angeles     | Johan Richthoff                      | John Riley                           | Nikolaus Hirschl                     |
| 1936 Berlín          | Kristjan Palusalu                    | Josef Klapuch                        | Hjalmar Nyström                      |
| 1948 Londres         | Gyula Bóbis                          | Bertil Antonsson                     | Joseph Armstrong                     |
| 1952 Hèlsinki        | Arsen Mekokishvili                   | Bertil Antonsson                     | Kenneth Richmond                     |
| 1956 Melbourne       | Hamit Kaplan                         | Hussein Mehmedov                     | Taisto Kangasniemi                   |
| 1960 Roma            | Wilfried Dietrich                    | Hamit Kaplan                         | Savkuds Dzarasov                     |
| 1964 Tòquio          | Oleksander Ivanytsky                 | Lyutvi Akhmedov                      | Hamit Kaplan                         |
| 1968 Ciutat de Mèxic | Alexander Medved                     | Osman Duraliev                       | Wilfried Dietrich                    |
| 1972 Múnic           | Ivan Yarygin                         | K. Bayanmönkh                        | József Csatári                       |
| 1976 Mont-real       | Ivan Yarygin                         | Russell Hellickson                   | Dimo Kostov                          |
| 1980 Moscou          | Ilya Mate                            | Slavcho Chervenkov                   | Július Strnisko                      |
| 1984 Los Angeles     | Lou Banach                           | Joseph Atiyeh                        | Vasile Puşcaşu                       |
| 1988 Seül            | Vasile Puşcaşu                       | Leri Khabelov                        | William Scherr                       |
| 1992 Barcelona       | Leri Khabelov                        | Heiko Balz                           | Ali Kayalı                           |
| 1996 Atlanta         | Kurt Angle                           | Abbas Jadidi                         | Arawat Sabejew                       |
| 2000 Sydney          | Sagid Murtazaliev                    | Islam Bairamukov                     | Luka Kurtanidze                      |
| 2004 Atenes          | Khadjimourat Gatsalov                | Magomed Ibragimov                    | Alireza Heidari                      |
| 2008 Pequín          | Shirvani Muradov                     | Taimuraz Tigiyev                     | Georgi Gogshelidze                   |
| 2008 Pequín          | Shirvani Muradov                     | Taimuraz Tigiyev                     | Khetag Gazyumov                      |
| 2012 Londres         | Jake Varner                          | Valerii Andriitsev                   | Georgi Gogshelidze                   |
| 2012 Londres         | Jake Varner                          | Valerii Andriitsev                   | Khetag Gazyumov                      |
| 2016 Rio             | Kyle Snyder                          | Khetag Gazyumov                      | Albert Saritov                       |
| 2016 Rio             | Kyle Snyder                          | Khetag Gazyumov                      | Magomed Ibragimov                    |

##### Pes Superpesant
- +100 kg (1972-1984)
- -130 kg (1988-2000)
- -120 kg (2004-2012)
- -120 kg (2016-actualitat)

| Edició           | Or                  | Argent               | Bronze              |
| 1972 Múnic       | Alexander Medved    | Osman Duraliev       | Chris Taylor        |
| 1976 Mont-real   | Soslan Andiyev      | József Balla         | Ladislau Şimon      |
| 1980 Moscou      | Soslan Andiyev      | József Balla         | Adam Sandurski      |
| 1984 Los Angeles | Bruce Baumgartner   | Robert Molle         | Ayhan Taşkın        |
| 1988 Seül        | David Gobezhishvili | Bruce Baumgartner    | Andreas Schröder    |
| 1992 Barcelona   | Bruce Baumgartner   | Jeffrey Thue         | David Gobezhishvili |
| 1996 Atlanta     | Mahmut Demir        | Aleksei Medvedev     | Bruce Baumgartner   |
| 2000 Sydney      | David Musuľbes      | Artur Taymazov       | Alexis Rodríguez    |
| 2004 Atenes      | Artur Taymazov      | Alireza Rezaei       | Aydın Polatçı       |
| 2008 Pequín      | Artur Taymazov      | Bakhtiyar Akhmedov   | David Musuľbes      |
| 2008 Pequín      | Artur Taymazov      | Bakhtiyar Akhmedov   | Marid Mutalimov     |
| 2012 Londres     | Artur Taymazov      | Davit Modzmanashvili | Komeil Ghasemi      |
| 2012 Londres     | Artur Taymazov      | Davit Modzmanashvili | Bilyal Makhov       |
| 2016 Rio         | Taha Akgül          | Komeil Ghasemi       | Ibrahim Saidau      |
| 2016 Rio         | Taha Akgül          | Komeil Ghasemi       | Geno Petriashvili   |

#### Categoria femenina

##### Pes Mosca
- -48 kg (2004-actualitat)

| Edició       | Or            | Argent         | Bronze           |
| 2004 Atenes  | Irina Merleni | Chiharu Icho   | Patricia Miranda |
| 2008 Pequín  | Carol Huynh   | Chiharu Icho   | Mariya Stadnik   |
| 2008 Pequín  | Carol Huynh   | Chiharu Icho   | Irina Merleni    |
| 2012 Londres | Hitomi Obara  | Mariya Stadnik | Clarissa Chun    |
| 2012 Londres | Hitomi Obara  | Mariya Stadnik | Carol Huynh      |
| 2016 Rio     | Eri Tosaka    | Mariya Stadnik | Sun Yanan        |
| 2016 Rio     | Eri Tosaka    | Mariya Stadnik | Elitsa Yankova   |

##### Pes Gall
- -53 kg (2016-actualitat)

| Edició   | Or             | Argent        | Bronze            |
| 2016 Rio | Helen Maroulis | Saori Yoshida | Nataliya Synyshyn |
| 2016 Rio | Helen Maroulis | Saori Yoshida | Sofia Mattsson    |

##### Pes Welter
- -58 kg (2016-actualitat)

| Edició   | Or         | Argent          | Bronze       |
| 2016 Rio | Kaori Icho | Valeria Koblova | Marwa Amri   |
| 2016 Rio | Kaori Icho | Valeria Koblova | Sakshi Malik |

##### Pes Mitjà
- -63 kg (2004-actualitat)

| Edició       | Or           | Argent           | Bronze               |
| 2004 Atenes  | Kaori Icho   | Sara McMann      | Lise Legrand         |
| 2008 Pequín  | Kaori Icho   | Alena Kartashova | Randi Miller         |
| 2008 Pequín  | Kaori Icho   | Alena Kartashova | Yelena Shalygina     |
| 2012 Londres | Kaori Icho   | Jing Ruixue      | S. Battsetseg        |
| 2012 Londres | Kaori Icho   | Jing Ruixue      | Lubov Volosova       |
| 2016 Rio     | Risako Kawai | Maryia Mamashuk  | Monika Michalik      |
| 2016 Rio     | Risako Kawai | Maryia Mamashuk  | Yekaterina Larionova |

##### Pes Semi pesat
- -69 kg (2016-actualitat)

| Edició   | Or         | Argent            | Bronze           |
| 2016 Rio | Sara Dosho | Natalia Vorobieva | Elmira Syzdykova |
| 2016 Rio | Sara Dosho | Natalia Vorobieva | Jenny Fransson   |

##### Pes Pesant
- -72 kg (2004-2012)
- -75 kg (2016-actualitat)

| Edició       | Or                | Argent            | Bronze              |
| 2004 Atenes  | Wang Xu           | Gouzel Maniourova | Kyoko Hamaguchi     |
| 2008 Pequín  | Wang Jiao         | Stanka Zlateva    | Kyoko Hamaguchi     |
| 2008 Pequín  | Wang Jiao         | Stanka Zlateva    | Agnieszka Wieszczek |
| 2012 Londres | Natalia Vorobieva | Stanka Zlateva    | Guzel Manyurova     |
| 2012 Londres | Natalia Vorobieva | Stanka Zlateva    | Maider Unda         |
| 2016 Rio     | Erica Wiebe       | Guzel Manyurova   | Ekaterina Bukina    |
| 2016 Rio     | Erica Wiebe       | Guzel Manyurova   | Zhang Fengliu       |

### Programa eliminat

#### Categoria masculina

##### Pes Mini mosca
- -47.6 kg (1904)
- -48 kg (1972-1996)

| Edició           | Or                                   | Argent                               | Bronze                               |
| 1904 St. Louis   | Robert Curry                         | John Hein                            | Gustav Thiefenthaler                 |
| 1908-1968        | No fou inclòs en el programa olímpic | No fou inclòs en el programa olímpic | No fou inclòs en el programa olímpic |
| 1972 Múnic       | Roman Dmitriyev                      | Ognyan Nikolov                       | Ebrahim Javadi                       |
| 1976 Mont-real   | Khasan Isaev                         | Roman Dmitriyev                      | Akira Kudo                           |
| 1980 Moscou      | Claudio Pollio                       | Jang Se-Hong                         | Sergei Kornilayev                    |
| 1984 Los Angeles | Bobby Weaver                         | Takashi Irie                         | Son Gab-Do                           |
| 1988 Seül        | Takashi Kobayashi                    | Ivan Tzonov                          | Sergei Karamchakov                   |
| 1992 Barcelona   | Kim Il                               | Kim Jong-Shin                        | Vougar Oroudjov                      |
| 1996 Atlanta     | Kim Il                               | Armen Mkertchian                     | Alexis Vila                          |

##### Pes Mosca
- -52.16 kg (1904)
- -52 kg (1948-1996)
- -54 kg (2000)

| Edició               | Or                                   | Argent                               | Bronze                               |
| 1904 St. Louis       | George Mehnert                       | Gustave Bauer                        | William Nelson                       |
| 1908-1936            | No fou inclòs en el programa olímpic | No fou inclòs en el programa olímpic | No fou inclòs en el programa olímpic |
| 1948 Londres         | Lennart Viitala                      | Halit Balamir                        | Thure Johansson                      |
| 1952 Hèlsinki        | Hasan Gemici                         | Yushu Kitano                         | M. Mollaghasemi                      |
| 1956 Melbourne       | M. Tsalkalamanidze                   | M. Khojastehpour                     | Hüseyin Akbaş                        |
| 1960 Roma            | Ahmet Bilek                          | Masayuki Matsubara                   | Ebrahim Seifpour                     |
| 1964 Tòquio          | Yoshikatsu Yoshida                   | Chang Chang-Sun                      | Ali Heidari                          |
| 1968 Ciutat de Mèxic | Shigeo Nakata                        | Richard Sanders                      | C. Damdinsharav                      |
| 1972 Múnic           | Kiyomi Kato                          | Arsen Alakhverdiyev                  | Kim Gwong-Hyong                      |
| 1976 Mont-real       | Yuji Takada                          | Aleksandr Ivanov                     | Jeon Hae-Sup                         |
| 1980 Moscou          | Anatoli Beloglazov                   | Władysław Stecyk                     | Nermedin Selimov                     |
| 1984 Los Angeles     | Šaban Trstena                        | Kim Jong-Kyu                         | Yuji Takada                          |
| 1988 Seül            | Mitsuru Sato                         | Šaban Trstena                        | Vladimir Toguzov                     |
| 1992 Barcelona       | Li Hak-Son                           | Zeke Jones                           | Valentin Yordanov                    |
| 1996 Atlanta         | Valentin Yordanov                    | Namig Abdullayev                     | Maulen Mamyrov                       |
| 2000 Sydney          | Namig Abdullayev                     | Sammie Henson                        | Amiran Kardanov                      |

##### Pes Ploma
- -61.33 kg (1904)
- -60.30 kg (1908)
- -61 kg (1920-1936)
- -62 kg (1972-1996)
- -63 kg (1948-1968, 2000)
- -60 kg (2004-2012)

| Edició               | Or                                   | Argent                               | Bronze                               |
| 1904 St. Louis       | Benjamin Bradshaw                    | Theodore McLear                      | Charles Clapper                      |
| 1908 Londres         | George Dole                          | James Slim                           | William McKie                        |
| 1912 Stockholm       | No fou inclòs en el programa olímpic | No fou inclòs en el programa olímpic | No fou inclòs en el programa olímpic |
| 1920 Anvers          | Charles Ackerly                      | Samuel Gerson                        | Philip Bernard                       |
| 1924 París           | Robin Reed                           | Chester Newton                       | Katsutoshi Naito                     |
| 1928 Amsterdam       | Allie Morrison                       | Kustaa Pihlajamäki                   | Hans Minder                          |
| 1932 Los Angeles     | Hermanni Pihlajamäki                 | Edgar Nemir                          | Einar Karlsson                       |
| 1936 Berlín          | Kustaa Pihlajamäki                   | Francis Millard                      | Gösta Frändfors                      |
| 1948 Londres         | Gazanfer Bilge                       | Ivar Sjölin                          | Adolf Müller                         |
| 1952 Hèlsinki        | Bayram Şit                           | Nasser Givehchi                      | Josiah Henson                        |
| 1956 Melbourne       | Shozo Sasahara                       | Joseph Mewis                         | Erkki Penttilä                       |
| 1960 Roma            | Mustafa Dağıstanlı                   | Stancho Kolev                        | Vladimir Rubashvili                  |
| 1964 Tòquio          | Osamu Watanabe                       | Stancho Kolev                        | Nodar Khokhashvili                   |
| 1968 Ciutat de Mèxic | Masaaki Kaneko                       | Enyu Todorov                         | Shamseddin Seyed                     |
| 1972 Múnic           | Zagalav Abdulbekov                   | Vehbi Akdağ                          | Ivan Krastev                         |
| 1976 Mont-real       | Yang Jung-Mo                         | Zevegiin Oidov                       | Gene Davis                           |
| 1980 Moscou          | M. Abushev                           | Miho Dukov                           | G. Hatziioannidis                    |
| 1984 Los Angeles     | Randall Lewis                        | Kosei Akaishi                        | Lee Jung-Keun                        |
| 1988 Seül            | John Smith                           | Stepan Sarkisyan                     | Simeon Shterev                       |
| 1992 Barcelona       | John Smith                           | A. Mohammadian                       | Lázaro Reinoso                       |
| 1996 Atlanta         | Tom Brands                           | Jang Jae-Sung                        | Elbrus Tedeyev                       |
| 2000 Sydney          | M. Oumakhanov                        | Serafim Barzakov                     | Jang Jae-Sung                        |
| 2004 Atenes          | Yandro Quintana                      | Masoud Jokar                         | Kenji Inoue                          |
| 2008 Pequín          | Mavlet Batirov                       | Vasyl Fedoryshyn                     | Morad Mohammadi                      |
| 2008 Pequín          | Mavlet Batirov                       | Vasyl Fedoryshyn                     | Kenichi Yumoto                       |
| 2012 Londres         | Toghrul Asgarov                      | Besik Kudukhov                       | Yogeshwar Dutt                       |
| 2012 Londres         | Toghrul Asgarov                      | Besik Kudukhov                       | Coleman Scott                        |

##### Pes Semi pesat
- -80 kg (1920)
- -87 kg (1924-1960)
- -97 kg (1964-1968)
- -90 kg (1972-1996)

| Edició               | Or                | Argent            | Bronze               |
| 1920 Anvers          | Anders Larsson    | Charles Courant   | Walter Maurer        |
| 1924 París           | John Spellman     | Rudolf Svensson   | Charles Courant      |
| 1928 Amsterdam       | Thure Sjöstedt    | Arnold Bögli      | Henri Lefèbre        |
| 1932 Los Angeles     | Peter Mehringer   | Thure Sjöstedt    | Eddie Scarf          |
| 1936 Berlín          | Knut Fridell      | August Neo        | Erich Siebert        |
| 1948 Londres         | Henry Wittenberg  | Fritz Stöckli     | Bengt Fahlqvist      |
| 1952 Hèlsinki        | Viking Palm       | Henry Wittenberg  | Adil Atan            |
| 1956 Melbourne       | Gholamreza Takhti | Boris Kulayev     | Peter Blair          |
| 1960 Roma            | İsmet Atlı        | Gholamreza Takhti | Anatoly Albul        |
| 1964 Tòquio          | Alexander Medved  | Ahmet Ayık        | Said Mustafov        |
| 1968 Ciutat de Mèxic | Ahmet Ayık        | Shota Lomidze     | József Csatári       |
| 1972 Múnic           | Ben Peterson      | Gennadi Strakhov  | Károly Bajkó         |
| 1976 Mont-real       | Levan Tediashvili | Ben Peterson      | Stelică Morcov       |
| 1980 Moscou          | Sanasar Oganisyan | Uwe Neupert       | Aleksander Cichoń    |
| 1984 Los Angeles     | Ed Banach         | Akira Ota         | Noel Loban           |
| 1988 Seül            | M. Khadartsev     | Akira Ota         | Kim Tae-Woo          |
| 1992 Barcelona       | M. Khadartsev     | Kenan Şimşek      | Christopher Campbell |
| 1996 Atlanta         | Rasoul Khadem     | M. Khadartsev     | Luka Kurtanidze      |

#### Categoria femenina

##### Pes Lleuger
- -55 kg (2004-2012)

| Edició       | Or            | Argent        | Bronze             |
| 2004 Atenes  | Saori Yoshida | Tonya Verbeek | Anna Gomis         |
| 2008 Pequín  | Saori Yoshida | Xu Li         | Tonya Verbeek      |
| 2008 Pequín  | Saori Yoshida | Xu Li         | Jackeline Rentería |
| 2012 Londres | Saori Yoshida | Tonya Verbeek | Yuliya Ratkevich   |
| 2012 Londres | Saori Yoshida | Tonya Verbeek | Jackeline Rentería |